# 东泾郡
东泾郡，中国南北朝时设置的郡。
北魏置东泾郡，与建昌郡、武安郡、临松郡、番和郡、泉城郡、武兴郡、武威郡、昌松郡、梁宁郡、广武郡、魏安郡、西郡、东张掖郡同属凉州。治所在台城县（今甘肃武威市附近），下辖台城县一县。西魏建立后，与临松郡、梁宁郡二郡一起省并。